# Narope albopunctum
Narope albopunctum är en fjärilsart som beskrevs av Hans Ferdinand Emil Julius Stichel 1904. Narope albopunctum ingår i släktet Narope och familjen praktfjärilar. Inga underarter finns listade i Catalogue of Life.